# Hinterland (Roman)
Hinterland ist ein märchenhafter Roman von Feridun Zaimoglu aus dem Jahr 2009.
Das Werk handelt von der Suche des deutsch-türkischen Schuhmachers Ferda und von Aneschka, einer Prager Komponistentochter, nach einem Rückzugsort, dem Hinterland, in verschiedenen europäischen Metropolen.

## Rezeption
Laut Literaturkritiker Michael Hametner von MDR Figaro, der ein „faszinierendes Erzählgerüst“ ausmacht, schwebt der Roman zwischen „romantischer Liebesgeschichte und märchenhafter Lügengeschichte“. Er werde Leser begeistern, „die das staunende Kind noch in sich spüren und sich – auch als Erwachsene noch – gerne ein wundersames und doch anspruchsvolles Märchen erzählen lassen“. Für die Neue Zürcher Zeitung zeigt das Buch Zaimoglu einmal mehr als „literarischen Erotiker, wie er unserer gefühlsarmen Gegenwartsliteratur nur guttun kann“.

## Ausgaben
- Feridun Zaimoglu: Hinterland. 1. Auflage. Verlag Kiepenheuer & Witsch, Köln 2009, ISBN 978-3-4620-4133-0 (gebundene Ausgabe, 442 Seiten).

## Einzelbelege
1. ↑  Feridun Zaimoglu zu Gast im MDR FIGARO-Lesecafé (Memento des Originals vom 5. Oktober 2016 im Internet Archive)  Info: Der Archivlink wurde automatisch eingesetzt und noch nicht geprüft. Bitte prüfe Original- und Archivlink gemäß Anleitung und entferne dann diesen Hinweis.
2. ↑  http://www.buch.ch/shop/home/artikeldetails/hinterland/feridun_zaimoglu/ISBN3-462-04133-9/ID17572329.html#kurzbeschreibung